# Mirsalich Bikczurin
Mirsalich Bikczurin baszk. Мирсәлих Мөрсәлим улы Биксурин (ur. 1820 w Orenburgu, zm. 7 marca 1903 tamże) – baszkirski filolog, tłumacz, generał.

## Życiorys
Ukończył Nieplujewską Szkołę Wojskową w Orenburgu w 1838 roku. Pracował jako wykładowca języka arabskiego i perskiego, a także jako tłumacz wojskowy. Uzyskał stopień generała. Był pierwszym Baszkirem, który został członkiem-współpracownikiem Rosyjskiego Towarzystwa Geologicznego. 

## Dorobek naukowy
Jako pierwszy Baszkir opublikował teksty naukowe, a także jako pierwszy opublikował teksty w języku baszkirskim w 1861 roku. Napisał podręcznik do nauki języków pt. Naczalnoje rukowodstwo k izuczeniju arabskogo, piersidskogo jazykow s kratkim objasnienijem suszczestwujuszczich w Orienburgskom kraje narieczij baszkir i kirgizow i priłożenijem k niemu russko-piersidsko-tatarskich słow, razgoworow i propisiej (ros. Начальное руководство к изучению арабского, персидского языков с кратким объяснением существующих в Оренбургском крае наречий башкир и киргизов и приложением к нему русско-персидско-татарских слов, разговоров и прописей), wydany w Kazaniu w 1859 roku.

## Odznaczenia
- Order Świętej Anny II klasy[3]
- Order Świętego Stanisława II i III klasy[3]
- Order Świętego Włodzimierza III i IV klasy[3]